# Clinocera prasinata
Clinocera prasinata är en tvåvingeart som beskrevs av Axel Leonard Melander 1927. Clinocera prasinata ingår i släktet Clinocera och familjen dansflugor.
Artens utbredningsområde är Kalifornien. Inga underarter finns listade i Catalogue of Life.